# Харшит
Харши́т (тур. Harşit Çayı, греч. Κάνις ή Χαρσιώτης), также Доганкент (Doğankent Çayı) — река в Турции, в илах Гюмюшхане и Гиресун. Самая крупная из рек, берущих начало на Восточно-Понтийских горах. Берёт исток у перевала Вавук (1810 м). Течёт через город Гюмюшхане. Впадает в Чёрное море восточнее города Тиреболу. Площадь бассейна 3500 км². Средняя высота бассейна — 900 м над уровнем моря. Модуль стока — 10 л/(с × км²). Годовой сток — 1,1 км³. В нижнем течении, близ моря, течение медленное, в пойме преобладает песок и по типу русла можно отнести к полугорной. Харшит выносит 300 тыс. м³ аллювия в год.
Бассейн реки Харшит — условная граница, где средиземноморский климат переходит в влажный субтропический климат. Количество осадков — 1000 мм в год.
Протяжённость берега Чёрного моря от грузино-турецкой границы до устья реки Харшит — 260 км, от устья реки Харшит до устья реки Ешиль-Ирмак — 225 км.
По долине реки проходит автомобильная дорога Тиреболу — Байбурт, в верхнем течении — Европейский маршрут E97.

## Каскад ГЭС на реке Харшит

### ГЭС «Торул»
Деривационная ГЭС «Торул» построена в 14 км от города Торул консорциумом турецких строительных компаний Baytur Construction and Contracting и Özdemir İnşaat. Плотина — каменная насыпная с бетонным покрытием. Объём тела плотины — 4,3 млн м³. Объём водохранилища — 159 млн м³. Отметка гребня плотины — 921 м, длина гребня — 320 м, высота плотины — 152 м. Длина деривационного канала — 4377 м. Установлены два гидроагрегата единичной мощностью 52,8 (60,75) МВт, оснащённых радиально-осевыми турбинами Френсиса. Поставку и шеф-монтаж оборудования ГЭС «Торул» осуществляла российская компания «Силовые машины». Турбины спроектировал и изготовил завод «Электросила», генераторы — Ленинградский металлический завод. Общая стоимость строительства ГЭС — около 130 млн долларов США. Эксплуатирующая организация — Главное управление государственных гидротехнических сооружений Турции (DSİ), связанная с министерством сельского и лесного хозяйства. Годовое производство электроэнергии — 322,28 ГВт⋅ч.

### ГЭС «Кюртюн»
ГЭС «Кюртюн» построена в 1986—2002 гг. турецкой фирмой «Нурол». Сильные дожди с 19 июня 1990 года вызвали наводнение в илах Трабзон, Гиресун и Гюмюшхане. Сообщалось о гибели 25 человек и пропаже 10 человек. Это потребовало изменение проекта. Плотина — каменная насыпная с бетонным покрытием. Объём тела плотины — 3,2 млн м³. Высота плотины — 133 м, длина гребня — 380 м. Отметка гребня — 650 м над уровнем моря. Плотина имеет два водосбросных тоннеля длиной 314 и 357 м и диаметром 12 м, а также два обводных тоннеля длиной 702 м и 742 м диаметром 5 м. Объём водохранилища — 108,2 млн м³. Установленная мощность — 85 МВт. Здание ГЭС — подземное.  Установлены два гидроагрегата единичной мощностью 42,5 МВт, оснащённых радиально-осевыми турбинами Френсиса. Годовое производство электроэнергии — 198 ГВт⋅ч. Введена в эксплуатацию в 2003 году. Эксплуатирующая организация — DSİ.